# Thetford Forest Park
Thetford Forest Park är en park i Storbritannien.   Den ligger i grevskapet Norfolk och riksdelen England, i den sydöstra delen av landet, 120 km nordost om huvudstaden London. Thetford Forest Park ligger 39 meter över havet.
Terrängen runt Thetford Forest Park är platt. Runt Thetford Forest Park är det ganska tätbefolkat, med 96 invånare per kvadratkilometer. Närmaste större samhälle är Brandon, 4,3 km sydväst om Thetford Forest Park. I omgivningarna runt Thetford Forest Park växer i huvudsak blandskog.